# Stadion im. Anti Karajani
Stadion im. Anti Karajani – wielofunkcyjny stadion w Kawali, w Grecji. Został otwarty w 1970 roku. Może pomieścić 10 550 widzów. Swoje spotkania rozgrywają na nim piłkarze klubu AO Kawala. Obiekt nosi imię niepełnosprawnej lekkoatletki, Anti Karajani.